# Chrysophyllum lucentifolium
Chrysophyllum lucentifolium – gatunek drzew należących do rodziny sączyńcowatych. Występuje na obszarze Ameryki Południowej.